# 市川清志
市川 清志（いちかわ きよし、1917年5月8日 - 1986年11月18日）は、日本の都市計画家、教育者。工学博士。建築行政官、戦後は日本大学教授として、商業地の研究のほか都市計画調査や計画立案基礎づくりにつとめるほか、都市計画分野の人材育成に当たった。
中央建築士審査会試験委員のほか、日本建築学会では関東支部長、評議員、文献委員会委員長、総務理事、副会長、建築学大系編集委員、そのほか日中建築技術交流会常務理事、学校施設基準規格調査会専門委員、日本都市計画学会評議員などを歴任した。

## 経歴
- 1917年、東京府東京市四谷区愛住町（現・東京都新宿区愛住町）生まれ
- 1941年、日本大学旧工学部（現理工学部）建築学科卒業
- 1941年、満州国国務院高等官試補および大同学院第13期生
- 1941年、「新しき都市」博覧会に内田祥文らと「大都会の改造 東京改造計画」を出展
- 1941年-1944年、竜江省開拓庁勤務
- 1944年、国務院建築局建築行政処勤務。召集を受け、歩兵第37連隊第8中隊に入隊したが病により離隊、翌年に帰国。
- 1946年、日本建築文化聯盟に参加
- 1946年、東京都建設局都市計画課嘱託
- 1946年、東京都戦災復興都市計画コンペティションに内田祥文らと参加し一等
- 1947年、日本大学助教授就任、大学の再建に寄与
- 1956年、建設工学研究会として池辺陽らと下関市土地利用計画立案
- 1961年、工学博士授与
- 1963年、日本大学教授

## 著書
- 建築物法規概説 相模書房（笠原敏郎との共著） 1949年
- 新都市の形態 S.E.サンダース・A.J.ラバック共著 技術資料刊行会（共訳、高山英華他）1950年
- 建築学大系26 都市計画 彰国社(横山光雄との共著） 1964年